# Enrum
Enrum, eller Enrum Slot, är en herrgård i Rudersdals kommun i Danmark. Den ligger i Region Hovedstaden, i den östra delen av landet, 19 km norr om huvudstaden Köpenhamn.
Byggnaden uppfördes 1864 av Johan Daniel Hernoldt för excellensen Christian Conrad Sophus Danneskiold-Samsøe. Kring byggnaden fanns sedan tidigare en terrasserad trädgård med utsikt över Öresund och Ven, och genom Danneskiold-Samsøes välvilja gjordes trädgården tillgänglig för allmänheten, och blev ett populärt turistmål.
Terrängen runt Enrum Slot är platt. Havet är nära Enrum Slot österut.  Närmaste större samhälle är Köpenhamn, 19,4 km söder om Enrum Slot. 
Klimatet i området är tempererat. Årsmedeltemperaturen i trakten är 8 °C. Den varmaste månaden är augusti, då medeltemperaturen är 18 °C, och den kallaste är januari, med 0 °C.